# Mudi
Der Mudi ist eine von der FCI anerkannte ungarische Hunderasse (FCI-Gruppe 1, Sektion 1, Standard Nr. 238).

## Herkunft und Geschichtliches
Der Mudi ist ein enger Verwandter von Pumi und Puli. Er ist der Universalhund der Kleinbauern und Hirten Ungarns. Bis ins 19. Jahrhundert waren die Unterschiede dieser Rassen nicht so markant wie heute, selbst die Rassebezeichnungen wurden nicht eindeutig gehandhabt. Vermutet wird, dass dieser Hundetyp aus der Vermischung ungarischer Hütehunde mit kleinen deutschen Schäferhunden (Altdeutsche Hütehunde) wie Schäferspitz, Schafpudel oder Pommernspitz entstand, die die im 18. Jahrhundert nach Ungarn eingewanderten Deutschen, die Donauschwaben, mitbrachten. Ein weiterer Verwandter ist der sehr ähnlich aussehende Kroatische Schäferhund (Hrvatski ovčar).
Erst 1936 wurde der Mudi endgültig beschrieben, und er bekam den eindeutigen Namen zugewiesen. Das Zuchtbuch ist auch heute noch offen, das heißt, dass immer noch Hunde dieses Typs, ohne Papiere, ins Zuchtregister aufgenommen werden.

## Beschreibung
Der Mudi wird bis zu 47 cm groß, ein Gewicht ist im Rassestandard nicht festgelegt. Er ist ein schön proportionierter Hund, stehohrig, mit mehr oder weniger stark gewelltem oder gelocktem Haar. Die häufigste Farbe ist schwarz, es kommen aber auch andere Farben vor wie z. B. blue-merle, aschfarben, braun, blond, weiß. Das Fell ist hirtenhundtypisch wetterfest und pflegeleicht. Kopf und Vorderseite der Gliedmaßen sind von kurzen, geraden und glatten Haaren bedeckt. An den anderen Körperteilen ist die Behaarung einheitlich stark gewellt oder leicht gelockt, dicht, immer glänzend, etwa 3 bis 7 cm lang.
Er teilt sich seiner Umwelt gerne lautstark mit, d. h., er ist wachsam und bellfreudig.

## Verwendung
Das Einsatzgebiet des Mudis ist universell und reicht vom Treiben von Vieh jeder Größe über das Hüten bis zum Bewachen von Haus und Hof. Auch zur Treibjagd auf Wildschwein wurde er eingesetzt. Als Familienhund braucht der Arbeitshund unbedingt Beschäftigung. Er ist sehr gelehrig und eignet sich für alle Hundesportarten und viele andere Aufgaben. Auch als Rettungshund ist er geeignet. Ebenso ist er ein idealer Begleithund für Reiter, da er sehr lauffreudig ist. Unterbeschäftigt neigt er dazu, apathisch oder aggressiv zu werden.
Als Treibhund arbeitet er im Gegensatz zum Border Collie nicht mit dem Blick, sondern treibt das Vieh mit viel Stimme. Er kann sowohl mit schwierigen Rinderherden umgehen als auch mit Schweinen und heute hauptsächlich mit Schafen. Dabei ist er durchsetzungsstark und selbständig, wo es nötig ist, aber auch vorsichtig und behutsam, wenn angebracht. Sein Aufgabengebiet ist vielseitig: Er ist dafür zuständig, die Herde auf den Weideflächen zu halten, er hilft beim Umsetzen, beim Teilen und Aussortieren von Einzeltieren und natürlich beim Treiben.